# Bataille d'Ashley's Mills
Guerre de Sécession
Batailles
Avancée sur Litte Rock :
- Bataille de Brownsville
- Bataille de West Point
- Bataille d'Harrison's Landing
- Bataille de Reed's Bridge
- Bataille d'Ashley's Mills
- Bataille de Bayou Fourche
- Bataille de Pine Bluff

La bataille d'Ashley's Mills, quelquefois appelée bataille à Ferry Landing est une escarmouche entre les régiments de cavalerie de l'armée de l'Union et de l'armée des États confédérés qui s'est déroulée le 7 septembre 1863 pendant la guerre de Sécession. Le brigadier général de l'Union John Davidson (en) commandant la division de cavalerie de l'armée de l'Arkansas de l'Union envoie le 7th Missouri Volunteer Cavalry (en) en tant que régiment de tête pour disperser le 5th Arkansas Cavalry, sous le commandement temporaire du commandant John Bull, pendant que le colonel Robert C. Newton (en) commande temporairement la brigade, et garde la traversée du la rivière Arkansas près de Little Rock. La cavalerie de l'Union force les confédérés à retraiter ce qui ouvre la route vers l'est de la rivière, aboutissant à la bataille de Bayou Fourche le 10 septembre 1863 et à la capture de Little Rock par l'armée de l'Union de l'Arkansas sous le commandement du major général Frederick Steele. Les pertes du régiment confédéré s'élèvent à 1 tué, 3 blessés et 2 prisonniers tandis que le régiment de l'Union ne rapporte aucune perte.